# Особь (фильм)
«Особь» (англ. Species) — фантастический фильм ужасов 1995 года режиссёра Роджера Дональдсона.

## Сюжет
В центре SETI получена из космоса формула ДНК, которая была воспроизведена и скрещена с женской. В результате в облике девочки по имени Сил получился ребёнок, который рос не по дням, а по часам. Напуганные результатами эксперимента учёные решили уничтожить подопытное существо, но оно сбежало, разбив пуленепробиваемое стекло. Для поимки была создана специальная группа экспертов, в которую входили экстрасенс, боевой специалист и учёные. Существо в облике привлекательной женщины приступило к размножению. По кровавому следу одержимой материнским инстинктом особи следует команда, возглавляемая руководителем лаборатории Фитчем.
Сил убивает одного и затем второго случайного мужчину. Поначалу она не знает, как приступить к спариванию. После этого Сил обучается и подстраивает всё так, будто она погибла в автомобильной аварии, используя похищенную накануне женщину и взорвав её вместо себя, чтобы сбить преследователей со следа. Фитч и его напарники, расслабившись, идут отдыхать, но Сил находит их в отеле. Ей удаётся спариться с Арденом и зачать потомство. Смитсон догадывается, что существо скрылось в канализации. Там особь и её «ребёнка» находит и уничтожает Престон Леннокс. Смитсон, Бейкер и Леннокс остаются в живых. Тем не менее в финальных кадрах крыса из канализации пожирает кусок щупальца особи и превращается в монстра.

## В ролях
| Актёр             | Роль                                                   |
| ----------------- | ------------------------------------------------------ |
| Бен Кингсли       | Зэвиер Фитч глава лаборатории, создатель Особи         |
| Наташа Хенстридж  | Сил                                                    |
| Форест Уитакер    | экстрасенс Дэн Смитсон                                 |
| Майкл Мэдсен      | боевой специалист Престон Леннокс                      |
| Марг Хелгенбергер | доктор Лора Бейкер специалист по молекулярной биологии |
| Альфред Молина    | полицейский психолог Стивен Арден                      |
| Мишель Уильямс    | Сил в юности                                           |
| Уип Хабли         | Джон Кери                                              |

## Награды и номинации

### Награды
- 1996 — Премия MTV Movie Awards
  - Лучший поцелуй — Наташа Хенстридж и Энтони Гуидера

### Номинации
- 1996 — Премия «Сатурн»
  - Лучший грим
  - Лучший научно-фантастический фильм
  - Лучшие спецэффекты
- 1996 — Премия MTV Movie Awards
  - Прорыв года — Наташа Хенстридж